# Johann Christian Anton Thöne
Johann Christian Anton Thöne (Driburg, 28 oktober 1792 - Nieuw-Buinen, 8 januari 1860) was een Nederlandse ondernemer en stichter van een glasfabriek in het Drentse Nieuw-Buinen.

## Leven en werk
Thöne werd in Driburg geboren als zoon van de handelaar Philip Thöne en Carolina Wrenger. Thöne vestigde zich als winkelier en glashandelaar in het Groningse Winschoten. Samen met zijn plaatsgenoot Jan Freseman Viëtor, notaris en wijnhandelaar, stichtte hij in 1838 een glasfabriek in het veengebied van Drenthe. Viëtor bezat daar een stuk veen en de turf was als brandstof van groot belang voor het productieproces van glas. De fabriek werd gebouwd op de plaats die zou uitgroeien tot Nieuw -Buinen. Thöne werd benoemd tot directeur van de fabriek. Hij slaagde erin om van deze fabriek het grootste bedrijf van Drenthe te maken. Hij verkreeg voor zijn handel naar het toenmalige Oost-Indië Certificaten van Oorsprong van de gemeentelijke overheid, waardoor zijn producten tolvrij konden worden ingevoerd. Hij vestigde in Amsterdam een verkoopkantoor en een magazijn voor zijn glasproducten.
Twee van zijn werknemers de glasblazer Johann Georg Christoph Heinz en de ovenbouwer en pottenmaker Georg Frederik Mulder richtten samen met de Drentse vervener Jan Meursing in 1845 een nieuwe glasfabriek op, eveneens in Nieuw-Buinen. De zoon van Meursing, Jacob Meursing, werd directeur van deze fabriek.
Thöne trouwde op 30 januari 1828 te Winschoten met Trijntje Busscher. Hij overleed in januari 1860 op 67-jarige leeftijd in zijn woonplaats Nieuw-Buinen. Achtereenvolgens volgden zijn zonen Philippus Wolbertus (tot 1874) en Johan Hendrik (tot 1891) hem op als bedrijfsdirecteur.